# Metepec (Estat de Mèxic)
Metepec és un municipi de l'estat de Mèxic. Metepec és el cap de municipi i principal centre de població d'aquesta municipalitat. Aquest municipi és a la part nord-occidental de l'estat de Mèxic. Limita al nord amb els municipis de Toluca, al sud amb Calimaya, a l'oest amb San Mateo Atenco i a l'est amb Zinacantepec.